# Famille Tiepolo
Pour les articles homonymes, voir Tiepolo.
 (juillet 2024).
Si vous disposez d'ouvrages ou d'articles de référence ou si vous connaissez des sites web de qualité traitant du thème abordé ici, merci de compléter l'article en donnant les références utiles à sa vérifiabilité et en les liant à la section « Notes et références ».

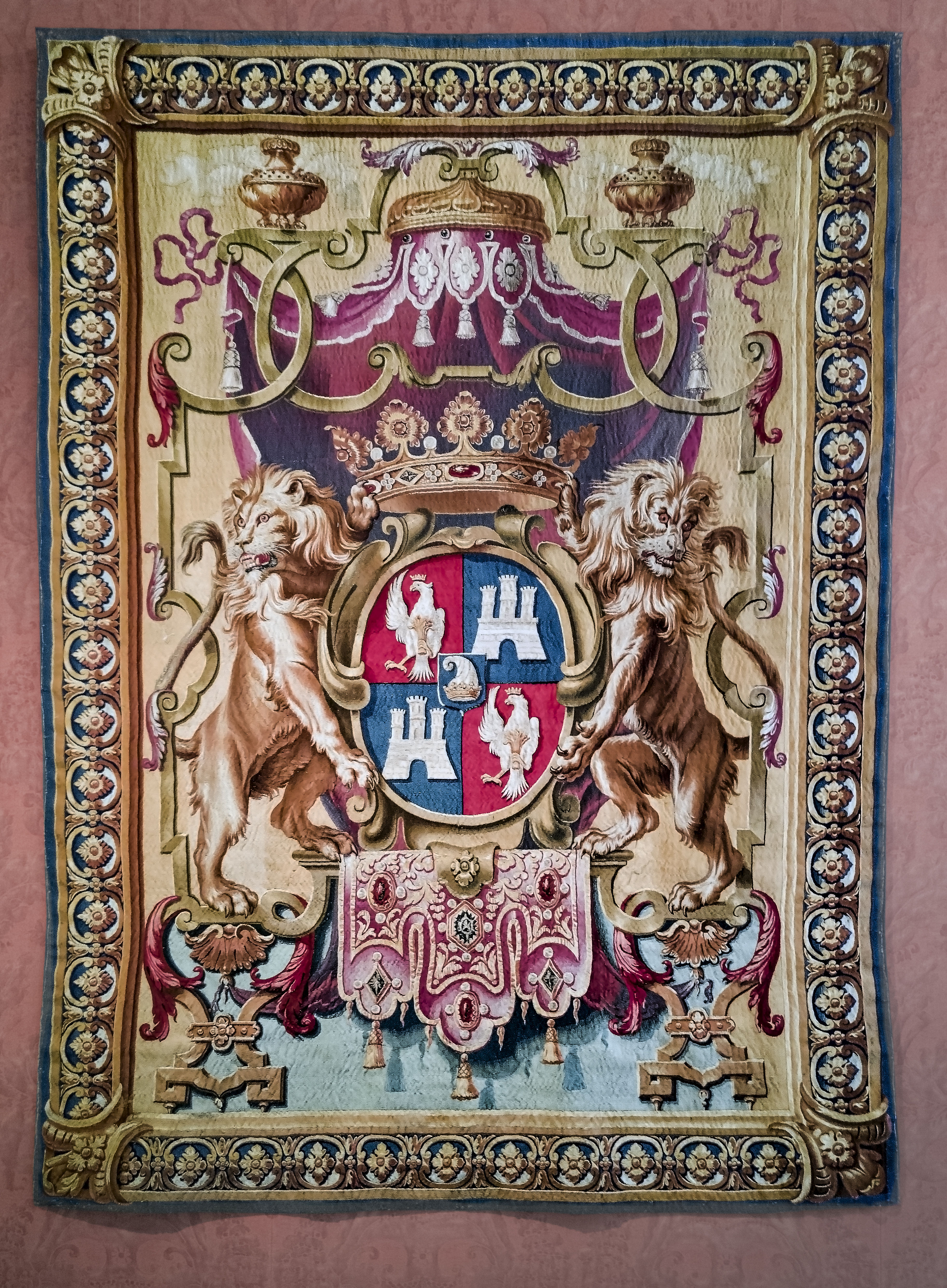
Armes de la famille Tiepolo
Ca' Rezzonico Venise

La famille Tiepolo est une famille patricienne de Venise qui donna notamment deux doges à « la Sérénissime ».

## Histoire
Originaire de Rome, elle s'installa à Rimini, pour s'établir enfin à Venise. D'origine ancienne, elle était comprise dans le nombre des casade longhe, le noyau resserré de douze familles dites apostoliques, qui élurent le premier doge en 697.

## Armes
Les armes des Tiepolo se composent d'azur avec un château surmonté de trois tours, le tout maçonné d'argent.

## Personnalités
- Jacopo Tiepolo, 1er duc de Candie en 1212-1216, 43e doge de Venise, élu en 1229.
- Lorenzo Tiepolo, 46e doge de Venise élu en 1268.
- Bajamonte Tiepolo, quelquefois en français Boémond Tiepolo (mort après 1329), petit-fils de Lorenzo, qui complota contre le doge Pietro Gradenigo.
- Giambattista Tiepolo, peintre et graveur vénitien
- Giovanni Tiepolo fut patriarche de Venise de 1619 à 1631.